# Guy Drut
Guy Drut, francoski atlet in politik, * 6. december 1950, Pas-de-Calais, Francija.
Drut je v svoji karieri nastopil na poletnih olimpijskih igrah v letih 1972 v Münchnu in 1976 v Montrealu. Na igrah leta 1976 je osvojil naslov olimpijskega prvaka v teku na 110 m z ovirami, leta 1972 pa srebrno medaljo. Leta 1974 je v tej disciplini osvojil tudi naslov evropskega prvaka. Na evropskih dvoranskih prvenstvih je osvojil zlato medaljo na 50 m z ovirami leta 1972 ter bronasti medalji v isti disciplini leta 1981 in v teku na 60 m z ovirami leta 1970. Leta 1975 je dvakrat postavil nov svetovni rekord v teku na 110 m z ovirami.
Med letoma 1986 in 2002 je bil član francoskega parlamenta, med letoma 1992 in 2002 župan Coloummiersa, med letoma 1995 in 1997 pa minister za mladino in šport v vladi Alaina Juppéja.